# Croix Guyot de Bezon
La Croix Guyot de Bezon, est située au lieu-dit Bezon, sur la commune de  Ploërmel dans le Morbihan.

## Historique
Les deux croix Guyot de Bezon font l’objet d’une inscription au titre des monuments historiques depuis le 30 mai 1927.

## Architecture
Deux croix Monolithes se partageant un même socle.